# Holothuria nigralutea
Holothuria nigralutea is een zeekomkommer uit de familie Holothuriidae.
De wetenschappelijke naam van de soort werd in 2007 gepubliceerd door P.M. O'Loughlin.